# DELA
DELA is een van oorsprong Eindhovense uitvaartverzekeraar en -verzorger die op 11 maart 1937 is opgericht als begrafenisvereniging Draagt Elkanders Lasten. Het is de grootste uitvaartverzekeraar in Nederland en België.  DELA is een coöperatie zonder winstoogmerk.
Coöperatie DELA beschikte in 2023 in Nederland over 40 crematoria en 77 uitvaartcentra en in België over 2 crematoria, 134 uitvaartcentra en een repatriëringscentrum.

## Juridische structuur
De organisatie van DELA bestaat uit een hoofdorganisatie, DELA Coöperatie U.A., met direct daaronder DELA Holding N.V. . Daaronder zijn de volgende organisaties statuair gevestigd, in Nederland DELA Natura- en levensverzekeringen N.V. en DELA Uitvaartverzorging B.V., in België DELA België Natura- en levensverzekeringen N.V. en DELA Holding Belgium N.V. In 2018 is DELA gestart met een vestiging in Düsseldorf. waar men ook uitvaartverzekeringen is gaan aanbieden onder de naam ‘DELA sorgenfrei Leben Sterbegeldversicherung’.

## Achtergrond
Kenmerk van de meeste uitvaartpolissen van DELA is dat zij, in tegenstelling tot het merendeel van uitvaartpolissen van andere verzekeraars, niet in geld uitkeren maar in natura. De uitvaart kan door de verzekerde geheel naar wens worden geregeld, zonder in onzekerheid te verkeren of de nabestaanden op het moment van overlijden hiervoor voldoende geld kunnen opbrengen.
DELA is een coöperatie zonder winstoogmerk. Dat betekent niet dat zij geen winst willen maken. De winst die ze maken wordt verdeeld onder haar leden in de vorm van premiedemping. Door winst te delen zorgen ze ervoor dat de premiestijging als gevolg van indexatie minder stijgt, ook wordt hiermee de dienstverlening op peil gehouden.
DELA biedt ook andere uitvaartgerelateerde diensten aan, zoals nabestaandenzorg. In Nederland heeft de coöperatie haar activiteiten ook uitgebreid met een spaarverzekering.
In Nederland is DELA gevestigd in het DELA Huis aan de Oude Stadsgracht te Eindhoven. Dit gebouw is in 1967 gebouwd en was een van de eerste hoogbouwprojecten van het naoorlogse Eindhoven, met een bescheiden hoogte van acht verdiepingen. Vele jaren later heeft men het trappenhuis verbouwd tot een architectonisch opmerkelijke constructie die in de volksmond ook wel 'De Banaan' wordt genoemd. DELA België heeft de hoofdzetel in de stad Antwerpen.